# Raul de Góes
Raul de Góes (Natal, 23 de novembro de 1907 — Rio de Janeiro, 28 de agosto de 1994) foi um economista, empresário, jornalista e político brasileiro, outrora deputado federal pela Paraíba.

## Biografia
Filho de Brasiliano Xavier de Góis e Maria Isabel Cavalcanti de Góis. Após a morte de seus pais foi morar na Paraíba sob os cuidados de um tio. Escrevente interino da Delegacia da Indústria Pastoril e depois fiscal de rendas do governo, trabalhou no jornal O Norte e pouco depois mudou-se para Recife formando-se economista pela Universidade Federal de Pernambuco em 1929, mas antes da graduação esteve entre os fundadores e foi diretor do Diário de Pernambuco. De volta à capital paraibana esteve mais uma vez em O Norte e trabalhou na sucursal do Diários Associados.
Entre 1935 e 1940 serviu ao governador Argemiro de Figueiredo como oficial de gabinete, secretário de Agricultura, secretário de Viação e Obras Públicas e diretor-geral do Departamento de Estatística e Publicidade da Paraíba, mas deixou seu estado para morar no Rio de Janeiro e assumir um cargo na direção nas Pernambucanas. Presidente da Companhia Nacional de Seguros, tornou-se membro do conselho diretor da Associação Comercial do Rio de Janeiro em 1943 por indicação de José Augusto Bezerra de Medeiros, chegando à presidência da entidade em 1972. No governo do presidente Eurico Gaspar Dutra foi membro do Conselho Nacional do Petróleo e com o regresso de Getúlio Vargas ao poder esteve na presidência do Instituto Nacional do Sal.
Filiado ao PSP, foi eleito deputado federal pela Paraíba em 1958 e reeleito via UDN em 1962. Com integrante da Associação Comercial do Rio de Janeiro, esteve entre os que apoiaram a instauração do Regime Militar de 1964 e aderiu à ARENA quando foi imposto o bipartidarismo por força do Ato Institucional Número Dois, embora não tenha concorrido a uma nova reeleição.
Nos anos seguintes foi conselheiro da Companhia Progresso do Estado da Guanabara durante o governo Negrão de Lima tendo uma breve passagem pelo Conselho Administrativo de Defesa Econômica no governo do presidente Artur da Costa e Silva. Presidente da Confederação das Associações Comerciais do Brasil, membro do Instituto Histórico e Geográfico Paraibano, do conselho fiscal da Companhia Internacional de Seguros e presidente da Philips do Brasil, integrou a comissão de finanças da Cruz Vermelha Brasileira e o conselho de contribuintes do Ministério da Fazenda como representante da Confederação Nacional do Comércio.